# Gaio Cornelio
Gaio Cornelio (in latino Gaius Cornelius; fl. I secolo a.C.) è stato un politico romano, tribuno della plebe del 67 a.C.

## Fonti e storiografia
Le fonti relative al tribuno Cornelio si basano sul Commento di Asconio (57-81) ai due discorsi perduti: “Pro Cornelio de maiestate”, pronunciati da Marco Tullio Cicerone, e sul racconto di Cassio Dione nella “Storia Romana” (XXXVI, 38-40). A queste fonti vanno aggiunti i frammenti dell'orazione ciceroniana, la già citata “Pro Cornelio” e le riflessioni elaborate da Cicerone nel discorso “In Vatinium” (5-6).

## Biografia
Le notizie su Cornelio sono molto scarse, con molta probabilità fu seguace di Pompeo Magno: questore di quest'ultimo, forse, in Spagna all'età minima richiesta e nel 67 a.C. ottenne la carica di tribunus plebis (tribuno della plebe). Esercitò tale carica con A. Gabinius, un altro populares, sotto i consoli C.Calpurnio Pisone e M. Acilio Glabrione.
Asconio lo definisce “un uomo di onesta condotta di vita”, il suo giudizio non è incline a farne un elogio positivo, dal momento che l'aggettivo usato da Asconio improbus significa “cattivo, improbo, malvagio” e definirlo “non cattivo” fa emergere un giudizio di parte. Fu un giovane molto ambizioso, molto ostinato nelle sue idee e disposto a tutto pur di farle trionfare. Cercò di opporsi con tutte le sue forze alla corruzione e al malcostume che dilagava nell'ultimo secolo della storia repubblicana. Durante l'anno del suo tribunato cercò di approvare una serie di leggi, molte delle quali subirono un blocco da parte del Senato e non ebbero esito positivo. Le fonti sono discordi sull'ordine di presentazione di questi provvedimenti normativi: Asconio sostiene che l'attività del tribuno Cornelio inizi con la rogatio ne quis legatis exterarum nationum pecuniam expensam ferret (Ascon. Cornel. 57), invece Cassio Dione presenta un diverso ordine, sostenendo che la prima proposta di legge riguardava l'ambitus, cioè la corruzione elettorale, ricordata come rogatio Cornelia de ambitu. Stando all'ordine presentato da Dione, Cornelio avrebbe proposto dunque una legge sulla corruzione che prevedeva pene severissime contro i colpevoli di corruzione elettorale:
(Dio Cass., XXXVI, 38, 4-5)
La proposta, inoltre, colpiva i divisores, figure che sino a quel momento non erano state colpite da provvedimenti legislativi, poiché solo il candidato alle elezioni era perseguito da leggi sulla corruzione. I brogli elettorali erano da loro favoriti, si occupavano, infatti, di distribuire i donativi agli elettori, in genere quando si erano concluse le elezioni e in caso di conseguita vittoria. Non mancarono, tuttavia, casi in cui le elargizioni avvenissero prima delle stesse votazioni.
Pertanto con l'obiettivo di «voler abbattere i distributori (di doni elettorali), che aveva voluto addetti al servizio della sua carica-, per mezzo della legge sulla corruzione elettorale» (Cic., fr. Corn. 41), recita il frammento di Cicerone.
Dione informa chiaramente che la proposta di legge del tribuno non avrebbe portato alla condanna dei colpevoli di broglio e dei distributori di doni per l'eccessiva durezza, perciò il Senato ordinò ai consoli in carica nel 67 a.C., Pisone e Glabrione, di preparare un nuovo progetto di legge: la lex Calpurnia de ambitu. Essa prevedeva l'interdizione perpetua da tutte le magistrature e dal Senato e il pagamento di un'ammenda.
La proposta consolare che di fatto divenne lex non fu proposta e approvata secondo una regolare procedura, ecco cosa afferma Dione: 
(Dio Cass., XXXVI, 39, 1)
In genere, infatti, la legge era presentata da un magistrato e il progetto era scritto su tavole di legno o di bronzo che erano affisse nella città, in modo da informare i cittadini; con l'affissione era stabilito anche il giorno in cui si sarebbe riunita l'assemblea. Tra la promulgatio, cioè la comunicazione al popolo del progetto di legge, e la discussione in assemblea intercorreva un trinundinum, cioè tre mercati (24 giorni) durante i quali il progetto era discusso in pubbliche assemblee, a cui tutti partecipavano, dette contiones. Era vietato presentare altre leggi nei 24 giorni di mercato, tuttavia, questa era una norma non sempre rispettata, come è testimoniato dalla promulgazione della legge Calpurnia. Dinanzi a tale abuso da parte del Senato, il tribuno Cornelio decise di proporre una legge che ridimensionasse il potere senatoriale, propose, e fu approvata, la lex Cornelia de legibus solvendo. Questa legge mirava a ridurre al Senato la facoltà di dispensare dalle leggi singoli individui, essa stabiliva: 
()
Cornelio dapprima cercò di esautorare del tutto il Senato della sua facoltà di dispensa dalle leggi, ma questo favorì l'intercessio, cioè l'opposizione da parte dell'altro tribuno in carica, P. Servilio Globulo. Egli non consentì con il suo veto né che l'araldo leggesse la proposta, né che lo scriba lo mettesse a verbale, “Allora lo stesso Cornelio lesse la proposta”. Fu il console, Pisone, ad opporsi all'azione di Cornelio che non rispettò l'intercessio di Globulo, pertanto, il tribuno si ritirò dalla contio. Il commento di Cicerone, nell'orazione In Vatinium, presenta una diversa spiegazione a proposito della lettura del progetto di legge da parte dello stesso tribuno: «A quel punto si diceva, aveva letto il suo progetto di legge: a sua difesa sosteneva, appoggiato dalla testimonianza dei colleghi, di averlo letto non per renderlo noto pubblicamente, ma per riesaminarlo.» (Cic., In Vat., 2, 5). Diversa è l'interpretazione di Quintiliano a proposito dell'atteggiamento del tribuno che lesse direttamente la rogatio, egli (IV 4,8) sostiene che tale atto mirava a “minuit maiestatem”, cioè a diminuire il credito dell'altro tribuno.
Il tribuno, poi, modificò il progetto di legge sottoponendo la facoltà del Senato di dispensa da alcune leggi alla presenza di 200 senatori. Non è possibile stabilire con certezza l'applicazione della legge corneliana, ma sicuramente è indice del potere che il Senato aveva acquisito. Le leggi da cui i consoli erano stati svincolati per proporre un nuovo progetto normativo, in un tempo non legale, erano le leggi Elia e Fufia, di datazione alquanto incerta: la prima regolava la pratica dell'obnuntiatio, anche se non è noto secondo quali norme; la seconda, la lex Fufia, pare riguardasse il tempus legum rogandarum, il tempo di presentazione delle leggi e pertanto l'ordine dei comizi durante l'anno: prima dovevano essere eletti i magistrati e poi approvate le leggi.
Il primo provvedimento di Cornelio, a detta di Asconio, è la sopracitata relatio ne quis legatis exterarum nationum pecuniam expensam ferret: spesso infatti, la provincia era il luogo entro il quale si speculava economicamente. Le difficili condizioni economiche in cui versava la provincia spingevano gli abitanti a chiedere prestiti a Roma, ove privati cittadini concedevano enormi somme di denaro a tassi di interesse esorbitanti. Cornelio, pertanto, cercò di discutere la questione, ma il Senato non fu favorevole a esaminarla, dal momento che alcuni anni prima era stato emanato un senatus consultum che regolamentava tali eccessi. Bisognerà, però precisare, che Cassio Dione non fa riferimento a tale relatio, pertanto più che un provvedimento o proposta di legge, si potrebbe supporre che Cornelio abbia solo denunciato in Senato questa pratica. In questo quadro, inoltre, non va dimenticato che le questioni riguardanti le province, essendo di politica estera, spettavano al Senato; quindi Cornelio non aveva facoltà di esprimersi con una legge sulla questione, ma probabilmente, tenendo conto delle lamentele dei provinciali, fece presente ai Senatori le difficoltà finanziarie di questi.
Un altro provvedimento, citato come lex, e quindi probabilmente approvato, riguarda l'editto del pretore. Lo stesso Cassio Dione (XXXI, 40, 1-2) e Asconio (Cornel. 58) ne forniscono i dettagli: questa legge stabiliva che il pretore dovesse attenersi all'editto emesso all'inizio del suo mandato e che avrebbe stabilito i criteri procedurali a cui si sarebbe attenuto. Tale lex aveva l'obiettivo di vincolare il pretore al rispettivo editto nei compiti giudiziari a lui attribuiti durante la carica, infatti, nel mondo romano vigeva il diritto consuetudinario, ma esso era integrato dagli editti del praetor urbanus  e dei governatori provinciali. Spesso, però, emergeva il rischio che, in un processo, le parti in causa fossero giudicate non secondo le norme stabilite dall'editto del pretore, ma, come suggerisce Cassio Dione, in base alla “simpatia o all'avversione” verso i colpevoli. Perciò da quel momento, come afferma Mommsen, «l'editto non fu più subordinato al giudice, ma il giudice fu per legge soggetto all'editto».
Le leges corneliae toccavano tre punti importantissimi della politica interna a Roma: la corruzione elettorale, l'editto del pretore e la ratifica del popolo alle disposizioni del Senato. Questo testimonia che il tribuno Cornelio fu un uomo onesto, attivamente impegnato, ma il clima tardorepubblicano e le figure con cui collaborò non furono atte a rivalutare in positivo le sue idee, tanto che il suo temperamento e le sue idee provocarono un astio profondo da parte del Senato. Cicerone suggerisce, nei frammenti dell'orazione Pro Cornelio, che il tribuno fece molte altre proposte di legge, ma che furono bloccate dai suoi stessi colleghi.
Un evento per cui è ricordato tale personaggio è, senza dubbio, il processo de maiestate. Cornelio fu citato in giudizio l'anno successivo al suo tribunato, nel 66 a.C., dai due fratelli Publio e Caio Cominio: il primo presentò l'accusa e il secondo la sottoscrisse. Quando il decimo giorno, il pretore Cassio, invitò le due parti a presentarsi in tribunale, Cornelio non si presentò, mentre i due fratelli Cominii furono circondati da operai e corsero un grave pericolo, sicché non intervennero i consoli. Si narra che i Cominii si nascosero in un armadio per l'intera notte e poi fuggirono da Roma passando sui tetti delle case. Il giorno seguente gli accusatori non si presentarono all'udienza e, pertanto, il pretore Cassio fece cadere l'accusa verso Cornelio e Publio e Caio Cominio furono accusati di aver venduto a caro prezzo il loro silenzio. In realtà, l'anno successivo, nel 65 a.C., Cominio volendosi difendere dall'accusa di essere stato corrotto, richiamò in giudizio Cornelio per lesa maestà. In quella occasione testimoniarono contro l'ex tribuno alcune figure importanti: Ortensio, Catulo, Metello Pio, Lucullo, Lepido. Valerio Massimo (VIII 5, 4) argomenta citando gli accusatori, che questi abbiano messo a repentaglio la vita dello stesso Cornelio sostenendo nel processo persino la morte, dal momento che se fosse rimasto in vita la res publica non sarebbe durata ancora a lungo. L'accusa si basava sul fatto che avevano assistito alla lettura diretta del suo progetto di legge, dai Rostri, durante la contio. A tal proposito sarebbe opportuno richiamare la giustificazione addotta da Cicerone nell'orazione In Vatinium; egli con grande maestria retorica sottolinea che l'atto di Cornelio non fu sovversivo nei confronti del veto tribunizio, ma mirava a spiegare punto per punto il progetto di legge che aveva redatto.  La difesa di Cicerone ebbe la durata di quattro giorni e fu poi elaborata in due orazioni, era un anno importante, il 65 a.C., dal momento che ebbe il compito di difendere Cornelio dall'accusa di tradimento, ma doveva ingraziarsi anche una serie di favori in vista della sua prossima candidatura. La maestria di Cicerone-avvocato si notò nell'elogio a Pompeo inserito proprio nel discorso di difesa verso Cornelio, questi, si ricordi, che era stato al suo servizio all'inizio della carriera. L'obiettivo di Cicerone, infatti, come è stato sottolineato da Kumaniecki, era quello di accattivarsi gli equites, cioè i cavalieri, che sedevano in tribunale e contrapporre l'autorità pompeiana a quella di altri condottieri come Lucullo, Catulo, Metello Pio. Il tribuno fu assolto con grande successo e Cicerone ebbe un grande consenso tra le masse, appoggio necessario per la sua successiva candidatura al consolato.